# Finn Ouchterlony
Finn Thomas Ouchterlony, född 7 november 1943 i Stockholm, är en svensk professor i bergbyggnad vid Luleå tekniska universitet. Han är son till professor Örjan Ouchterlony och Marianne Ouchterlony (född Schröder).
Ouchterlony avlade civilingenjörsexamen på Chalmers tekniska högskola 1966 och doktorsgrad på Kungliga Tekniska Högskolan år 1980.
Ouchterlony var assisterande fysiklärare vid Chalmers tekniska högskola åren 1965–1966 samt lärare vid Statens Radarskola år 1967. Ouchterlony var forskningsingenjör på Atlas Copco åren 1968–1984. Han var forskare på Svenska Detonic Research Foundation åren 1984–1986 samt VD åren 1987–1993. Han var adjungerad professor vid Luleå tekniska högskola åren 1985–1988 samt professor vid Yamaguchi University i Tokiwadai i staden Ube i Japan åren 1991–1992.
Ouchterlony är upphovsman till Swebrec-funktionen som belönats med 2006 års Douglas Hay-pris från Institute of Materials, Minerals and Mining.

## Privatliv
Ouchterlony är gift och har tre barn.